# Джанні Піттелла
Джанні Піттелла (італ. Gianni Pittella; нар. 19 листопада 1958, Лаурія, Італія) — італійський політик, віце-президент Європейського парламенту з 2009 року (фракція Прогресивного альянсу соціалістів і демократів). З 2014 — служить лідером фракції Прогресивний альянс соціалістів і демократів в Європарламенті. Член Демократичної партії.

## Біографія
Має вищу медичну освіту, спеціалізується в судовій медицині.
Колишній член Італійської соціалістичної партії, партії Федерація праці та партії Ліві демократи.
З 1996 до 1999 — член Палати депутатів. З 1999 року — депутат Європейського парламенту.
На виборах голови Демократичної партії в 2013 році поступився Маттео Ренці, зайнявши четверте місце (5.7 %).